# António Baptista
António Baptista (Horta, 16 de dezembro de 1865 — Capelo, ilha do Faial, 22 de julho de 1927) foi um jornalista, autor dramático e ator, considerado como um dos mais prolíficos autores teatrais açorianos. Destacou-se no campo da dinamização cultural, como ator e no campo do jornalismo local, sendo uma das principais figuras do panorama cultural açoriano das primeiras décadas do século XX.

## Biografia
Depois de ter frequentado o ensino secundário na cidade da Horta, dedicou-se ao jornalismo e à escrita. Partiu para Lisboa, onde residiu alguns anos e trabalhou como jornalista. Nesse período frequentou os círculos intelectuais liboetas, com destaque para os ligados ao teatro.
Regressou à Horta, onde se manteve ligado ao jornalismo local e se revelou um dos mais prolíficos autores teatrais açorianos. Também se revelou bom ator, tendo fundado e dirigido uma companhia amadora que levou muitas das suas peças à cena no Faial e no Pico.
A sua produção dramática contribuiu para animar a vida teatral da Horta nas décadas iniciais do século XX, escrevendo dramas, comédias e revistas especificamente destinadas a serem localmente representadas. Destas peças deixou publicadas mais de uma dezena.
Como jornalista, e particularmente como diretor e editor de periódicos, marcou profundamente o jornalismo açoriano em geral e o faialense em especial, dirigindo, entre 1899 e a sua morte, mais de 15 periódicos. Entre estes periódicos merecem destaque as 3ª e a 4ª séries (1906-1909) de O Faialense, jornal de que era proprietário e em cuja tipografia editou boa parte da sua obra. Como jornalista destacou-se no combate político e como polemista. Como escritor, cultivou uma elegante prosa literária, publicando, para além das suas peças teatrais, alguns contos.
Em conjunto com o jornalista micaelense Raposo de Oliveira, mas com recurso a múltiplos colaboradores, escreveu e publicou em Lisboa o Álbum Açoriano, uma edição de luxo com grande recurso à ilustração e com cuidado grafismo, saída em fascículos, que preparou para comemorar a visita do rei D. Carlos I aos Açores, ocorrida em julho de 1901. A obra divulga a vida económica, cultural e social açoriana, além de uma abordagem ligeira à história das ilhas, ainda considerada um fonte informativa relevante sobre o arquipélago nessa época.
Ou das suas outras relevantes é o livro A Verdade Vence, que teve segunda edição em 1994 no âmbito das comemorações do centenário da autonomia açoriana. A obra é apaixonada visão crítica do segundo movimento autonomista açoriano da década de 1920, especialmente sobre as questões do independentismo e dos limites autonómicos, centrada sobre o relato da visita dos intelectuais portugueses que em 1924 fizeram um périplo pelas ilhas dos Açores, a convite de José Bruno Tavares Carreiro, diretor do Correio dos Açores e uma figura cimeira do movimento autonomista.

## Obras publicadas
Para além de vasta colaboração dispersa por periódicos açorianos e de Lisboa e Porto, é autor de cerca de 30 monografias, entre as quais:
- Último Amor (peça em 3 actos). Ponta Delgada, Typ. Ruy Morais, 1913.
- Álbum Açoriano, Lisboa, Tip. Anuário Comercial, 1903.
- A Verdade Vence. Horta, Tip. O Faialense, 1924 (com 2ª ed. 1994, Ponta Delgada, com prefácio de Urbano Bettencourt).